# Lidocaïne/prilocaïne
La lidocaïne/prilocaïne est un mélange eutectique de quantités égales (en poids) de lidocaïne et de prilocaïne. Une préparation d'émulsion à 5 %, contenant chacune 2,5 % de lidocaïne/prilocaïne, est commercialisée sous le nom commercial EMLA (abréviation de « Eutectic Mixture of Local Anesthetics »), est utilisée comme anesthésiant local. Il existe un usage détourné du produit,  commercialisé sous forme de spray  sous le nom de Tempe (abréviation de « Topical eutectic-like mixture for premature ejaculation »)  utilisé par les hommes pour le traitement de l'éjaculation précoce.

## Mélange eutectique
Séparément, la lidocaïne et la prilocaïne sont des bases solides. Lorsqu'elles sont mélangées en quantités égales en poids, cependant, elles forment un mélange eutectique - c'est-à-dire que le point de fusion du mélange est inférieur aux points de fusion des composants individuels. Le mélange eutectique lidocaïne/prilocaïne est une huile dont le point de fusion est de 18 °C, et peut être formulé en préparations sans l'utilisation d'un solvant non aqueux. Cela permet à des concentrations plus élevées d'anesthésique d'être formulées dans la préparation et maintenues pendant l'application.

## Utilisation clinique

### Indications
L'association lidocaïne/prilocaïne est indiquée pour l'anesthésie cutanée. Plus précisément, elle est appliquée pour prévenir la douleur associée à l'insertion d'un cathéter intraveineux, au prélèvement sanguin, aux interventions chirurgicales superficielles et à l'anesthésie topique des ulcères de jambe pour le nettoyage ou le débridement. En outre, elle peut être utilisée pour engourdir la peau avant le tatouage ainsi que pour l'épilation au laser. Elle est également parfois utilisée avant l'injection d'anesthésiques locaux pour les interventions chirurgicales mineures et les biopsies.
Un spray topique contenant  lidocaïne et  prilocaïne a été évalué pour une utilisation dans le traitement de l'éjaculation précoce. Le spray est appliqué sur la peau du pénis avant les rapports sexuels. Cette formulation n'a pas été approuvée par la FDA. Un produit similaire, Promescent, est disponible en vente libre aux États-Unis[réf. nécessaire].

### Formes posologiques
Le mélange eutectique lidocaïne/prilocaïne est commercialisé sous la forme d'une émulsion huile dans eau à 5 % incorporée dans une base de crème (crème EMLA) ou un disque de cellulose (patch EMLA). La crème est appliquée sous un pansement occlusif, tandis que le patch incorpore un pansement occlusif pour faciliter l'absorption de la lidocaïne et de la prilocaïne dans la zone où l'anesthésie est requise. L'anesthésie dermique locale est réalisée après environ une heure, après quoi le pansement occlusif (ou patch) est retiré. La durée de l'anesthésie est d'environ deux heures après le retrait du pansement occlusif[réf. nécessaire].
E. Fougera & Co., fabricants de la crème générique largement utilisée aux États-Unis sous le nom de Lidocaine and Prilocaine Cream, 2.5%/2.5%, ont émis des préconisations différentes. Ils précisent que la crème doit être appliquée au moins une heure avant le début d'une procédure de routine et pendant deux heures avant le début d'une procédure douloureuse. De plus, ils précisent que la durée d'une anesthésie cutanée efficace sera d'au moins une heure après le retrait du pansement occlusif.

### Circoncision
L'EMLA, utilisé préalablement à la circoncision , est considéré comme efficace et sûr pour atténuer la douleur. 
L'Agence européenne des médicaments conclut dans sa déclaration de 2014 sur Emla : "La sécurité et l'efficacité de l'utilisation d'EMLA sur la peau génitale et la muqueuse génitale n'ont pas été établies chez les enfants de moins de 12 ans. Les données pédiatriques disponibles ne démontrent pas une efficacité adéquate pour la circoncision.".
La notice d'information du patient d'EMLA au Royaume-Uni stipule : "La crème EMLA ne doit pas être appliquée sur la peau génitale (par exemple, le pénis) et la muqueuse génitale (par exemple, dans le vagin) des enfants (de moins de 12 ans) en raison de données insuffisantes sur l'absorption de substances actives." .